# Řečové hry

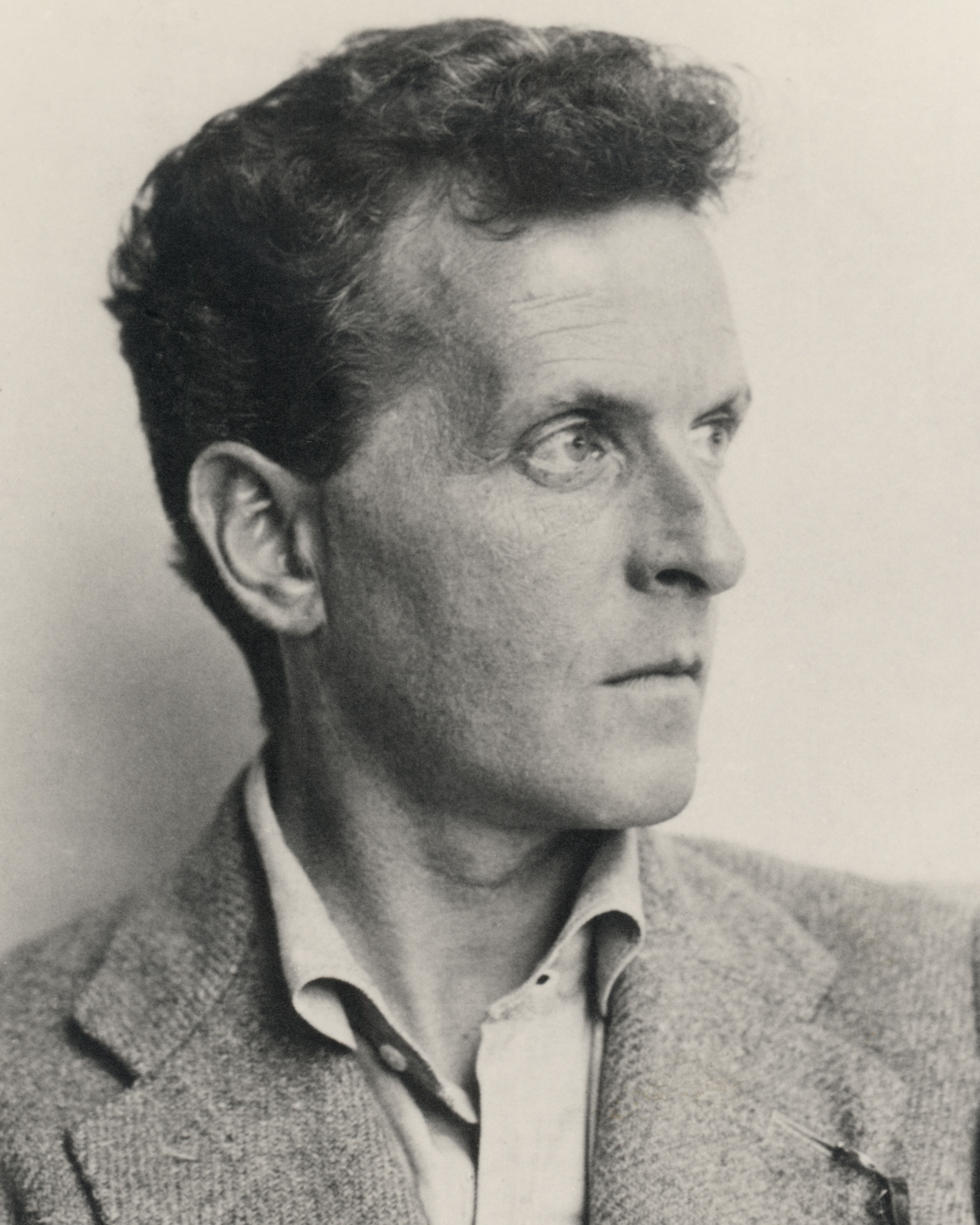
Ludwig Wittgenstein

Řečové hry (angl. language-games, něm. Sprachspiel) je filosoficko-filologický koncept vytvořený Ludwigem Wittgensteinem, rozvedený především v jeho pozdějších pracích. Pro Wittgensteina je studium řečových her, základů jazyků velmi důležité, protože skrze něj se můžeme propracovat k otázkám hlubším (pravdivost a lež, shodování se tezí se skutečností atd.). Mezi kritiky Wittgensteinova zkoumání patří i Bertrand Russell a Ernest Gellner.

## Teoretický rámec
Wittgenstein tento koncept rozvíjí především v díle Filozofická zkoumání (Philosophical Investigations). Koncept řečových her se postupně během jeho působení vyvíjel. Nikde nepodává přesnou definici svého pojmu; především je tomu tak proto, že kdyby zvolil nějakou konkrétní definici, pak by mohlo selhat přirovnání mezi řečí a hrou. Wittgenstein považuje hry i jazyk za vágní, volné v pravidlech (vague); pokud existují nějaká konkrétní pravidla (například v tenise), stejně jsou pouze všeobecná, protože nám přesně neurčují, jak vysoké může být třeba podání. Řečové hry používá v kontextu jednoduchých jazykových konceptech: názvy barev na mřížce nebo vyvozování co bude člověk dělat ze svého vyjádřeného rozhodnutí. Také se může termín objevit v kontextu výsledku činnosti vzniklé z (anebo, které způsobuje) vyslovené teze. Termín řečové hry (v plurálu) používá ve smyslu „primitivních“ jazyků, předmětů vázaných v běžném jazyce. Výraz řečová hra (v singuláru) znamená celek s nímž jsou naše aktivity spjaty a „propleteny“. Toto rozdělení v dřívějších dílech neexistovalo a je rozvedeno až později právě ve Filozofických zkoumáních.
„Jazyková hra je komplexním útvarem, který má dynamický charakter. Tvoří ji souhra několika prvků,“ uvádí Wittgenstein. Tyto uvádí 1) soubor gramatických pravidel nutných dodržovat; 2) nezávislého arbitra dohlížejícího na dodržení pravidel hry; 3) cíl a záměr hry. Jazyková hra se vyskytuje pouze v daném konkrétním okamžiku.
Pro Wittgensteina je důležité, že filozof může jazyk pouze popisovat, nesmí do něj zasahovat. Avšak přináší možnost smyšleného příkladu řečové hry (model language-game), který si filozof vymyslí, tak aby mohl prohlubovat svá pátrání v jazyce. Pokud však existuje nutnost vytvářet si modelové příklady, popírá sám Wittgenstein svou tezi o dokonalosti jazyka, a tak i filozofova nevměšování se do něj.

## Ukázky aplikace
Wittgenstein uvádí příklad, když staví dva dělníci dům. Jeden na druhého zavolá, že potřebuje ten či onen druh kamene či tu či onu stavitelskou potřebu. Druhý dělník se naučil při zvolání jednoho slova (například „špalek“), že jej má prvnímu dělníku donést. V tomto případě navazuje na sv. Augustina a jeho učení o jazyce: pro sv. Augustina by toto pojmenovávání věci bylo veškerým základem jazyka. Wittgenstein naproti tomu kritizuje jednoduchost takové teze, i když uznává, že se takové případy dějí. V tomto případě je pro něj hra metaforou jazyka ve vší všeobecnosti, ale zároveň hra je také konkrétní jazyková událost, kterou se lidé od malička učí, když jim kupříkladu rodiče ukazují nějaké konkrétní věci a těmto věcem přiřazují názvy.
Dalšími situacemi, kdy lze tyto řečové hry použít jsou: zdravení, rozkazování, hraní, ptaní se atp.